# Питару (Дамбовица)
Питару (рум. Pitaru) насеље је у Румунији у округу Дамбовица у општини Потлођи. Oпштина се налази на надморској висини од 140 m.

## Становништво
Према подацима из 2002. године у насељу је живело 924 становника, од којих су сви румунске националности.